# 竹紙

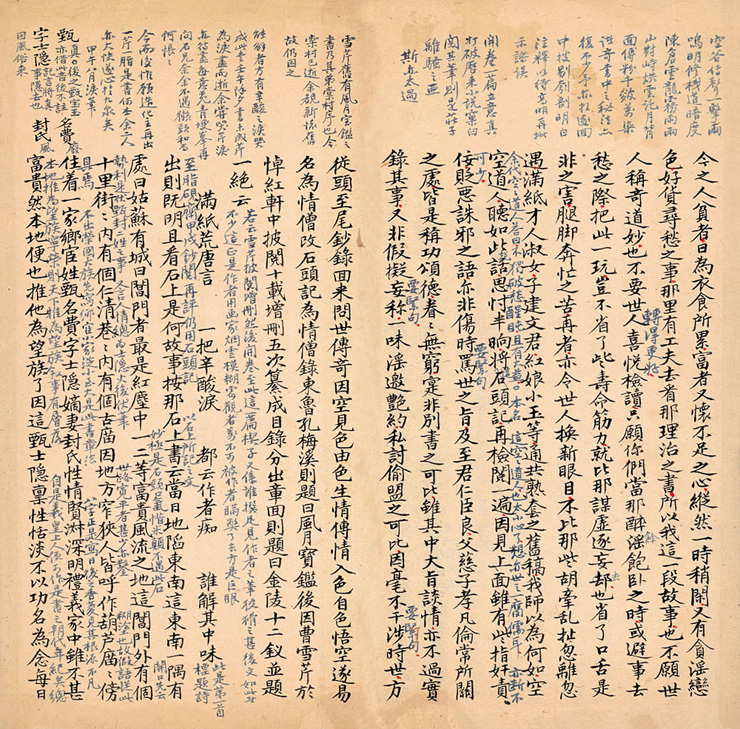
《脂砚斋重评石头记己卯本》书影，此书採用乾隆年间的竹纸书写

竹纸，也叫毛边纸，是一种用竹子为原材料制作的纸张，流行於東亞及東南亞。中国竹纸制造历史悠久，其工艺流程较为复杂，在古代被广泛使用。四川夹江和浙江富阳的竹纸制造工艺被列为国务院第一批国家级非物质文化遗产名录。

## 特点
竹纸制造有分生料法和熟料法，生料法产出纸张色黄，纸质脆硬；熟料法产出纸张色白，纤维束少，竹纤维直而挺硬。与其他纸品相比，竹纸的抗老化性更差；但竹纸的制作材料易得，导致制作成本更低。

## 历史
有关竹纸的起源目前没有定论，中國关于竹纸的文献记载可以追溯到唐朝。唐李肇《唐国史补》言：“纸则有韶之竹笺。”竹纸在宋朝兴起，目前存世宋版书已有许多使用竹纸。明朝万历以前的刻本大多使用棉纸，至万历后竹纸使用量迅速增加，而绵纸几乎不被采用。例如天顺五年初版的《大明统一志》使用白绵纸，但隆庆年后全部使用竹纸。清朝时竹纸使用达到鼎盛，仅闽浙地区的竹纸品种就有约五十种，制造工艺也越来越成熟。清末西洋机制纸涌入中国，导致竹纸逐渐衰落。但是到了抗日战争时期，进口物资被封锁，手工造纸又出现生产高峰。国民政府迁都重庆，带动了四川夹江竹纸的繁荣与变革，生产出优良书画用纸仿画纸。但这只是竹纸衰落中的回光返照，如今的竹纸缺乏市场竞争力，已经面临严重危机。
日本自平安時代從中國傳入竹紙製作技術，成為和紙的一種，工藝傳承至現代。

## 工艺

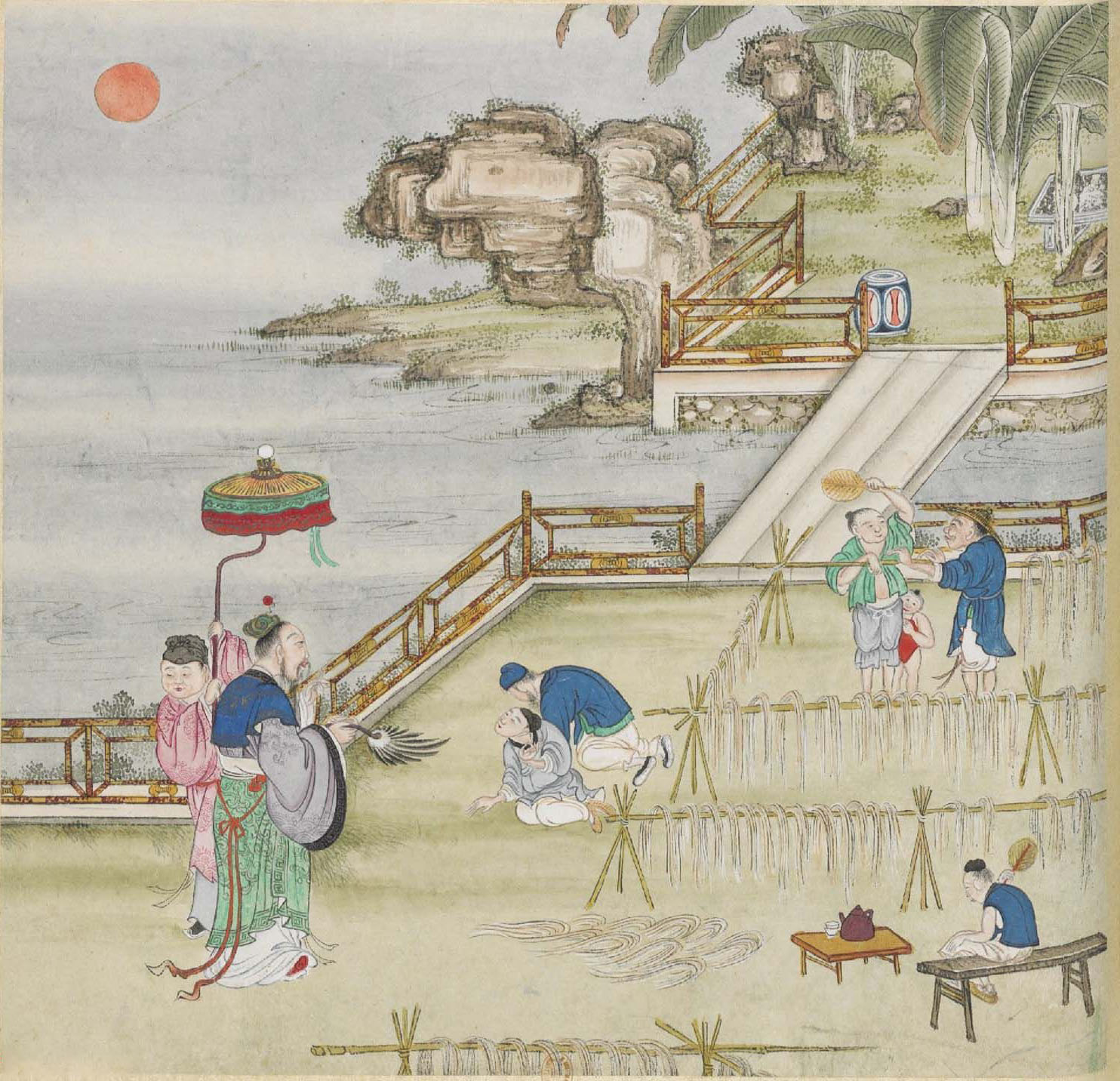
《新詩造紙書畫譜》中的太陽以曝圖示

### 中國
明代《天工開物》詳細記錄了竹紙的製作工藝，分為五大步驟，斩竹漂塘、煮篁足火、荡料入帘、覆帘压纸、透火焙干；清代《新詩造紙書畫譜》中提到的二十二道造竹紙工序為，“看竹體裁、伐竹作料、浸於池水、去皮存質、搥搗如絲、太陽以曝、灰水漿之、役工堆料、始入煌鍋、池水擺洗、二次擺洗、三次擺洗、泡浸灰水、灰水泡料、不堆再漂、納於窖中、用碓舂細、木槽盛之、需以簾床、上榨則實、焙而后乾、告厥成功”，都屬於熟料法。而常見的竹紙往往使用生料法。生料法省略蒸煮工藝，不深究漂白，所產紙色黃，俗稱毛邊紙。抗日戰爭時期，遷居重慶的張大千無法使用宣紙而被迫使用夾江竹紙。張不滿於竹紙的韌性和色澤，親自來到夾江改良工藝，通過在竹料紙漿里添摻麻料纖維，使用進口漂白粉，使新產出的夾江竹紙的韌性加強，色澤更白。

天工开物記載造竹紙法
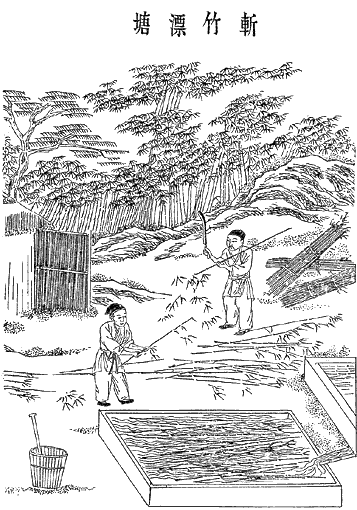
斬竹漂塘
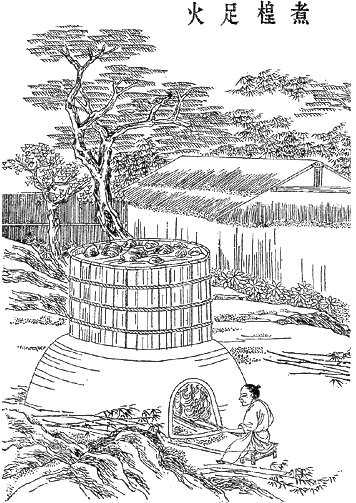
煮楻足火
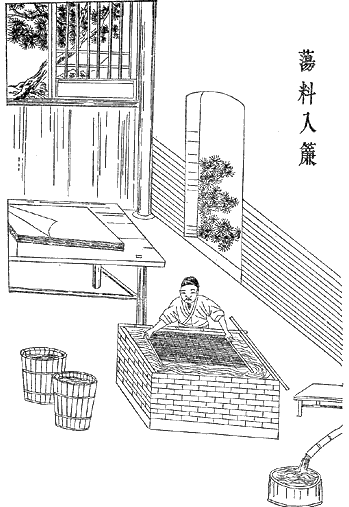
蕩料入簾
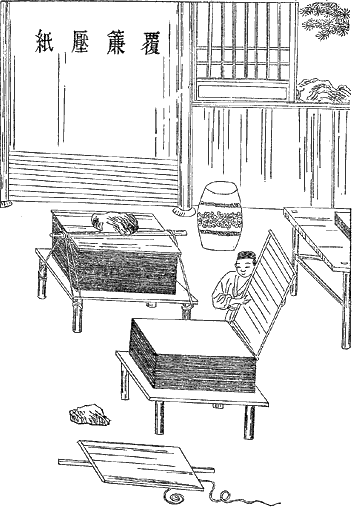
覆簾壓紙
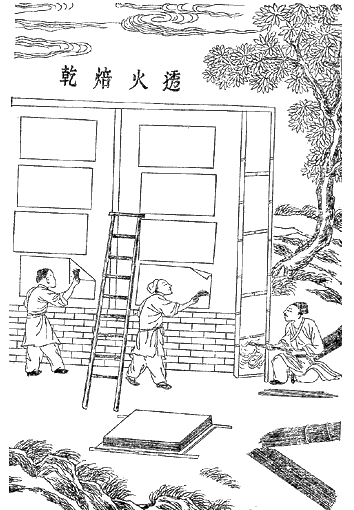
透火焙乾

### 日本
現代日本的竹紙以嫩竹為原材料，浸泡半年至三年不等，再把竹纖維加入碳酸鈉蒸煮，瀝乾纖維後鎚打成餅狀，然後把纖維餅浸泡到水裡，用架子漉起紙漿，然後曬乾。